# Джейсон Річардсон (баскетболіст)
Джейсон Ентоні Річардсон (англ. Jason Anthoney Richardson; нар. 20 січня 1981, Сагіно, Мічиган, США) — американський професіональний баскетболіст, що грав на позиції атакувального захисника за низку команд НБА. Дворазовий переможець конкурсу слем-данків.

## Ігрова кар'єра

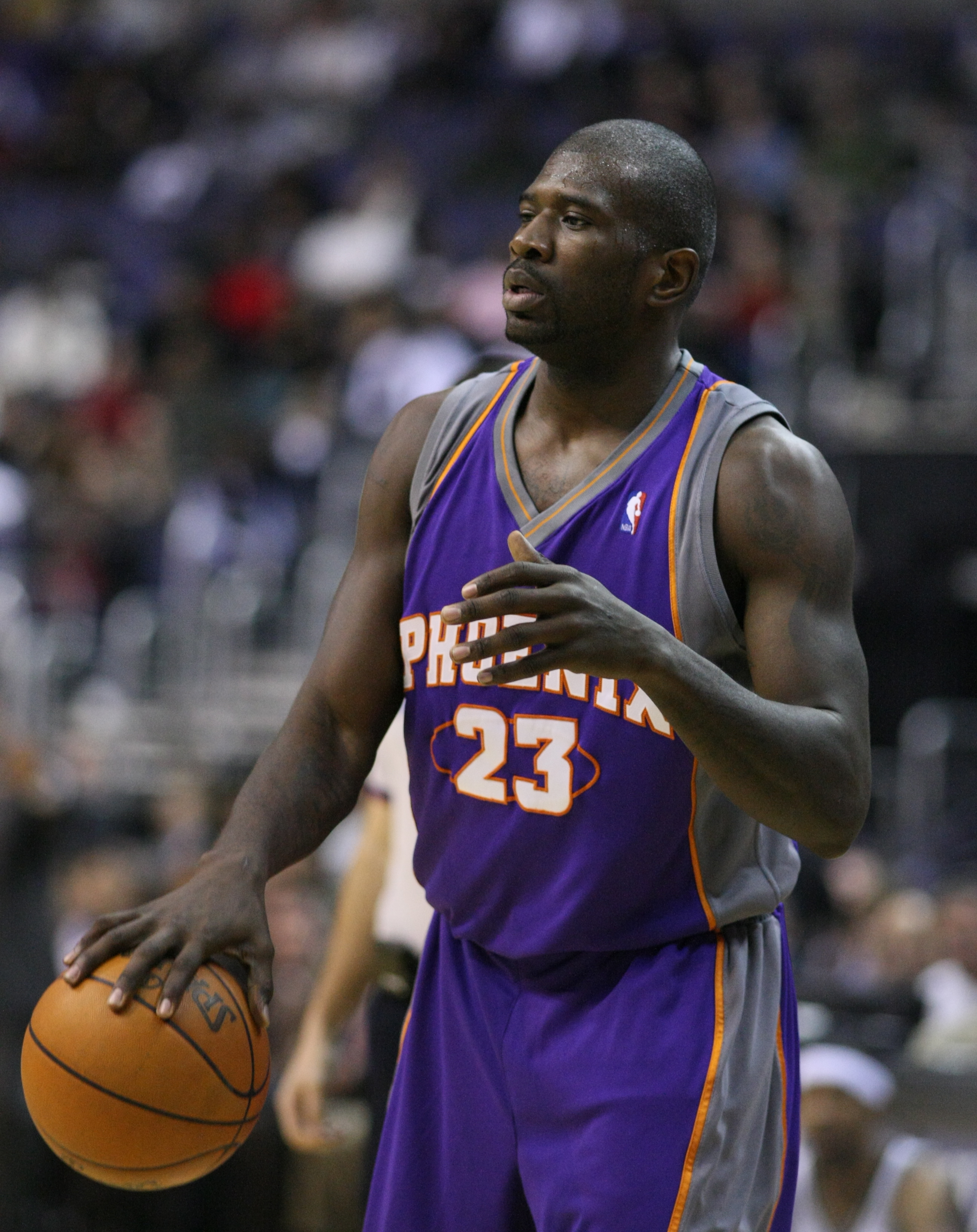
Річардсон у майці «Фінікса»

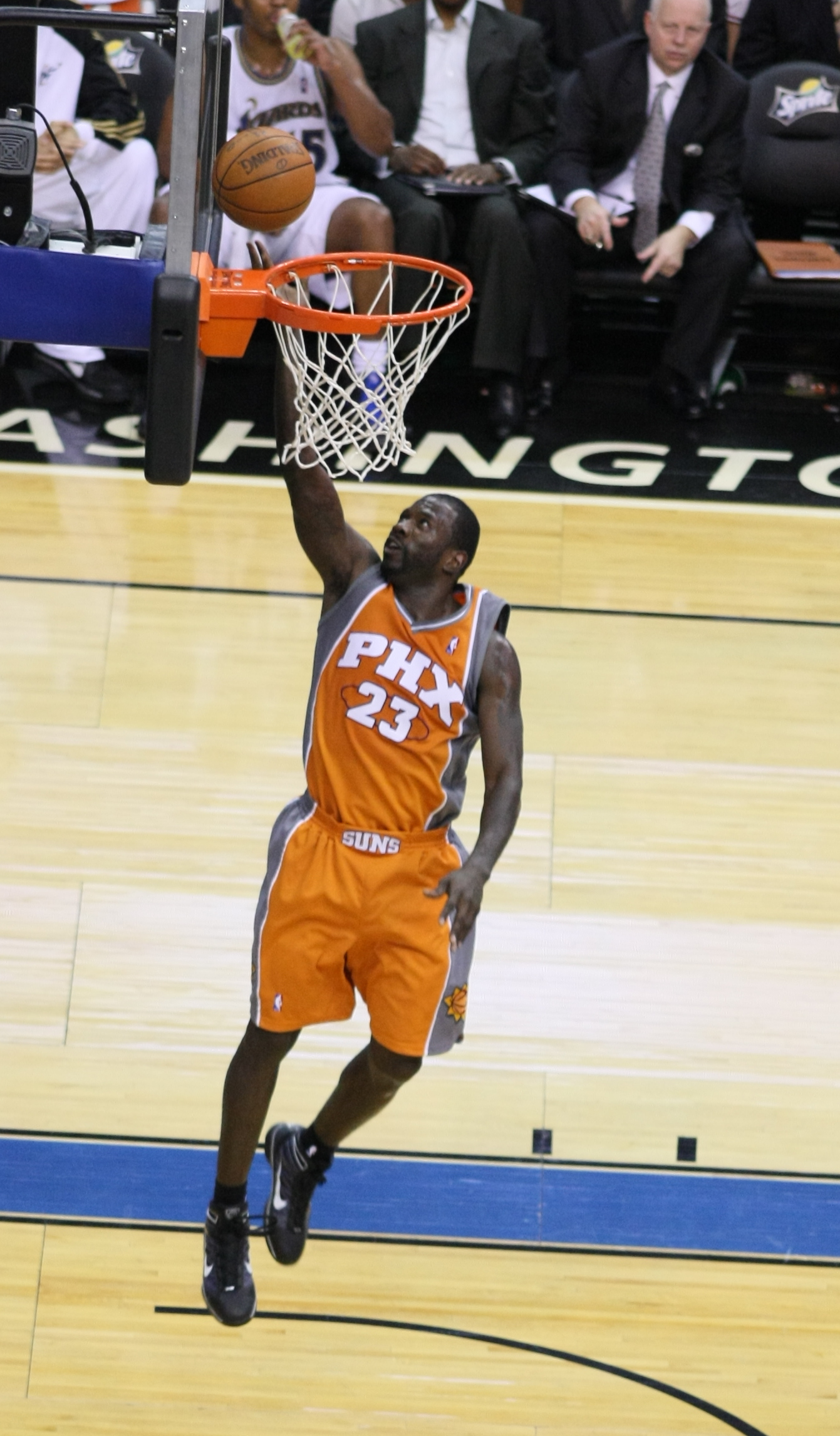
Річардсон атакує кошик

На університетському рівні грав за команду Мічиган Стейт (1999–2001). 2000 року став чемпіоном NCAA у її складі, виходячи переважно на заміну. Вже на другому курсі відігравав більш значну роль в команді. Граючи разом з Заком Рендолфом та Чарлі Беллом, вивів команду до фіналу чотирьох турніру NCAA.
2001 року був обраний у першому раунді драфту НБА під загальним 5-м номером командою «Голден-Стейт Ворріорс». Захищав кольори команди з Окленда протягом наступних 6 сезонів. За цей час ставав найціннішим гравцем матчу новачків НБА (2002), двічі ставав переможцем конкурсу слем-данків (2002, 2003), а також став капітаном команди.
З 2007 по 2008 рік грав у складі «Шарлотт Бобкетс».
2008 року разом з Джередом Дадлі перейшов до «Фінікс Санз» в обмін на Боріса Діао, Раджу Белла та Шона Сінглтері. У складі команди з Фінікса провів наступні 2 сезони своєї кар'єри. У своєму другому сезоні в клубі допоміг йому вийти до плей-оф, де у першому «Санз» перемогли «Портленд Трейл-Блейзерс». У третьому матчі серії Річардсон набрав 42 очки, що було для нього рекордом у плей-оф. У другому раунді «Фінікс» здолав «Сан-Антоніо Сперс», але у фіналі Західної конференції сильнішими були «Лос-Анджелес Лейкерс».
Наступною командою в кар'єрі гравця була «Орландо Меджик», куди він разом з Гедо Тюркоглу та Ерлом Кларком був обміняний на Вінса Картера, Марціна Гортата, Мікаеля П'єтруса, права на драфт-пік 2011 року та 3 млн. готівки. Відіграв за команду з Флориди 2 сезони.
Останньою ж командою в кар'єрі гравця стала «Філадельфія Севенті-Сіксерс», до складу якої він приєднався 2012 року і за яку відіграв 3 сезони.

## Статистика виступів в НБА

### Регулярний сезон
| Сезон             | Команда                       | GP  | GS  | MPG  | FG%  | 3P%  | FT%  | RPG | APG | SPG | BPG | PPG  |
| ----------------- | ----------------------------- | --- | --- | ---- | ---- | ---- | ---- | --- | --- | --- | --- | ---- |
| 2001–02           | «Голден-Стейт Ворріорс»       | 80  | 75  | 32.9 | .426 | .333 | .671 | 4.3 | 3.0 | 1.3 | .4  | 14.4 |
| 2002–03           | «Голден-Стейт Ворріорс»       | 82  | 82  | 32.9 | .410 | .368 | .764 | 4.6 | 3.0 | 1.1 | .3  | 15.6 |
| 2003–04           | «Голден-Стейт Ворріорс»       | 78  | 78  | 37.6 | .438 | .282 | .684 | 6.7 | 2.9 | 1.1 | .5  | 18.7 |
| 2004–05           | «Голден-Стейт Ворріорс»       | 72  | 72  | 37.8 | .446 | .338 | .693 | 5.9 | 3.9 | 1.5 | .4  | 21.7 |
| 2005–06           | «Голден-Стейт Ворріорс»       | 75  | 75  | 38.4 | .446 | .384 | .673 | 5.8 | 3.1 | 1.3 | .5  | 23.2 |
| 2006–07           | «Голден-Стейт Ворріорс»       | 51  | 49  | 32.8 | .417 | .365 | .657 | 5.1 | 3.4 | 1.1 | .6  | 16.0 |
| 2007–08           | «Шарлотт Бобкетс»             | 82  | 82  | 38.4 | .441 | .406 | .752 | 5.4 | 3.1 | 1.4 | .7  | 21.8 |
| 2008–09           | «Шарлотт Бобкетс»             | 14  | 14  | 35.1 | .441 | .458 | .745 | 4.1 | 2.6 | 1.0 | .2  | 18.7 |
| 2008–09           | «Фінікс Санз»                 | 58  | 57  | 33.1 | .488 | .383 | .778 | 4.5 | 1.9 | 1.1 | .4  | 16.4 |
| 2009–10           | «Фінікс Санз»                 | 79  | 76  | 31.5 | .474 | .393 | .739 | 5.1 | 1.8 | .8  | .4  | 15.7 |
| 2010–11           | «Фінікс Санз»                 | 25  | 25  | 31.8 | .470 | .419 | .764 | 4.4 | 1.4 | 1.1 | .1  | 19.3 |
| 2010–11           | «Орландо Меджик»              | 55  | 55  | 34.9 | .433 | .384 | .701 | 4.0 | 2.0 | 1.2 | .2  | 13.9 |
| 2011–12           | «Орландо Меджик»              | 54  | 54  | 29.5 | .408 | .368 | .594 | 3.6 | 2.0 | 1.0 | .4  | 11.6 |
| 2012–13           | «Філадельфія Севенті-Сіксерс» | 33  | 33  | 28.4 | .402 | .341 | .606 | 3.8 | 1.5 | 1.2 | .5  | 10.5 |
| 2014–15           | «Філадельфія Севенті-Сіксерс» | 19  | 15  | 21.9 | .348 | .323 | .773 | 3.5 | 2.0 | .7  | .2  | 9.1  |
| Усього за кар'єру | Усього за кар'єру             | 857 | 842 | 34.1 | .438 | .370 | .707 | 5.0 | 2.7 | 1.2 | .4  | 17.1 |

### Плей-оф
| Сезон             | Команда                 | GP | GS | MPG  | FG%  | 3P%  | FT%   | RPG | APG | SPG | BPG | PPG  |
| ----------------- | ----------------------- | -- | -- | ---- | ---- | ---- | ----- | --- | --- | --- | --- | ---- |
| 2007              | «Голден-Стейт Ворріорс» | 11 | 11 | 38.9 | .476 | .354 | .704  | 6.7 | 2.0 | 1.3 | .5  | 19.1 |
| 2010              | «Фінікс Санз»           | 16 | 16 | 33.3 | .502 | .475 | .759  | 5.4 | 1.1 | 1.1 | .3  | 19.8 |
| 2011              | «Орландо Меджик»        | 5  | 5  | 30.6 | .333 | .320 | 1.000 | 4.0 | 1.2 | .6  | .4  | 10.0 |
| 2012              | «Орландо Меджик»        | 5  | 5  | 29.6 | .396 | .370 | .417  | 3.8 | 1.0 | 1.2 | .4  | 11.4 |
| Усього за кар'єру | Усього за кар'єру       | 37 | 37 | 34.1 | .465 | .404 | .724  | 5.4 | 1.4 | 1.1 | .4  | 17.1 |